# Woodloch
Woodloch è un centro abitato degli Stati Uniti d'America situato nella contea di Montgomery dello Stato del Texas.
La popolazione era di 207 persone al censimento del 2010. Woodloch è una piccola comunità incorporata nel 1974.

## Geografia fisica
Woodloch è situata a 30°13′05″N 95°24′37″W (30.217963, -95.410255).
Secondo lo United States Census Bureau, ha un'area totale di 0,1 miglia quadrate (0,26 km²).

## Società

### Evoluzione demografica
Secondo il censimento del 2000, c'erano 247 persone, 75 nuclei familiari e 69 famiglie residenti nella città. La densità di popolazione era di 2.829,6 persone per miglio quadrato (1.059,6/km²). C'erano 76 unità abitative a una densità media di 870,7 per miglio quadrato (326,0/km²). La composizione etnica della città era formata dal 94,33% di bianchi, il 4,05% di altre razze, e l'1,62% di due o più etnie. Ispanici o latinos di qualunque razza erano l'8,91% della popolazione.
C'erano 75 nuclei familiari di cui il 41,3% aveva figli di età inferiore ai 18 anni, il 78,7% aveva coppie sposate conviventi, il 10,7% aveva un capofamiglia femmina senza marito, e l'8,0% erano non-famiglie. Il 5,3% di tutti i nuclei familiari erano individuali e nessuno nucleo familiare aveva una persona di 65 anni di età o più che viveva da sola. Il numero di componenti medio di un nucleo familiare era di 3,29 e quello di una famiglia era di 3,36.
La popolazione era composta dal 27,5% di persone sotto i 18 anni, il 7,3% di persone dai 18 ai 24 anni, il 32,8% di persone dai 25 ai 44 anni, il 25,9% di persone dai 45 ai 64 anni, e il 6,5% di persone di 65 anni o più. L'età media era di 36 anni. Per ogni 100 femmine c'erano 84,3 maschi. Per ogni 100 femmine dai 18 anni in giù, c'erano 84,5 maschi.
Il reddito medio di un nucleo familiare era di 71.250 dollari e quello di una famiglia era di 71.250 dollari. I maschi avevano un reddito medio di 49.583 dollari contro i 25.208 dollari delle femmine. Il reddito pro capite era di 22.752 dollari. Nessuno era sotto la soglia di povertà.

## Istruzione
Woodloch è servita dal Conroe Independent School District e dal North Harris Montgomery Community College District.